# روبرتو غارسيا موريلو
روبرتو غارسيا موريلو (بالإسبانية: Roberto García Morillo)‏ هو عالم موسيقى وملحن أرجنتيني، ولد في 22 يناير 1911 في بوينس آيرس في الأرجنتين، وتوفي بنفس المكان في 26 أكتوبر 2003.

## وصلات خارجية
- روبرتو غارسيا موريلو على موقع IMDb (الإنجليزية)
- روبرتو غارسيا موريلو على موقع ميوزك برينز (الإنجليزية)
- روبرتو غارسيا موريلو على موقع أول ميوزيك (الإنجليزية)